# 2019년 팬아메리칸 게임

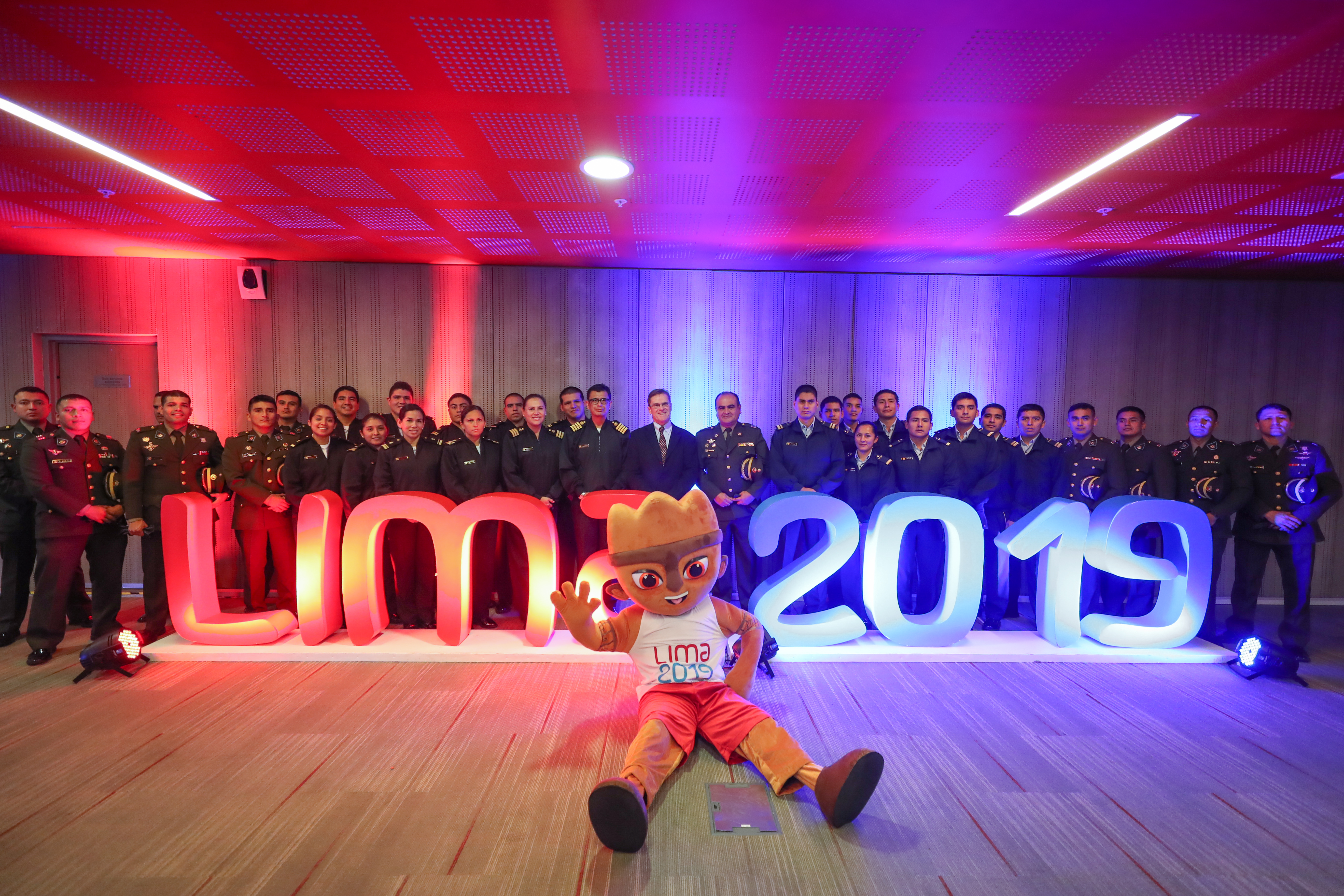

2019년 팬아메리칸 게임은 2019년 7월 26일부터 8월 11일까지 페루의 리마에서 열린 18번째 팬아메리칸 게임이다.

## 참가국
| - 가이아나 - 과테말라 - 그레나다 - 니카라과 - 도미니카 공화국 - 도미니카 연방 - 멕시코 - 미국 - 미국령 버진아일랜드 - 바베이도스 - 바하마 | - 버뮤다 - 베네수엘라 - 벨리즈 - 볼리비아 - 브라질 - 세인트루시아 - 세인트빈센트 그레나딘 - 세인트키츠 네비스 - 수리남 - 아루바 - 아르헨티나 | - 아이티 - 앤티가 바부다 - 에콰도르 - 엘살바도르 - 영국령 버진아일랜드 - 온두라스 - 우루과이 - 자메이카 - 칠레 - 캐나다 - 케이맨 제도 | - 코스타리카 - 콜롬비아 - 쿠바 - 트리니다드 토바고 - 파나마 - 파라과이 - 페루 (개최국) - 푸에르토리코 |

## 종목
| - 3x3 (2) - 가라테 (14) - 골프 (4) - 근대5종 (2) - 농구 (2) - 라켓볼 (6) - 7인제 럭비 (2) - 레슬링 - 자유형 (12) - 그레코로만형 (6) - 롤러 스케이팅 - 롤러 스피드 스케이팅 (6) - 롤러 피겨 스케이팅 (2) - 배드민턴 (5) - 배구 - 배구 (2) - 비치발리볼 (2) | - 복싱 (13) - 볼링 (4) - 사격 (15) - 사이클 - BMX (2) - 도로 (4) - 산악 (2) - 트랙 (10) - 수상 종목 - 다이빙 (8) - 수영 (34) - 수구 (2) - 싱크로나이즈드 스위밍 (2) - 오픈 워터 스위밍 (2) - 수상스키 (9) - 소프트볼 (2) - 스쿼시 (6) | - 승마 - 마장 (2) - 장애물 (2) - 종합 (2) - 야구 (2) - 양궁 (4) - 역도 (15) - 유도 (14) - 육상 (47) - 요트 (10) - 조정 (14) - 축구 (2) - 체조 - 기계체조 (14) - 리듬체조 (8) - 트램펄린 (2) | - 카누 - 스프린트 (13) - 슬라럼 (5) - 탁구 (4) - 태권도 (12) - 테니스 (5) - 트라이애슬론 (2) - 필드 하키 (2) - 펜싱 (12) - 핸드볼 (2) |

## 메달 집계
| 순위 | 국가                | 금메달 | 은메달 | 동메달 | 합계 |
| ---- | ------------------- | ------ | ------ | ------ | ---- |
| 1    | 미국                | 120    | 88     | 85     | 293  |
| 2    | 브라질              | 55     | 45     | 71     | 171  |
| 3    | 멕시코              | 37     | 36     | 63     | 136  |
| 4    | 캐나다              | 35     | 64     | 53     | 152  |
| 5    | 쿠바                | 33     | 27     | 38     | 98   |
| 6    | 아르헨티나          | 32     | 35     | 34     | 101  |
| 7    | 콜롬비아            | 28     | 23     | 33     | 84   |
| 8    | 칠레                | 13     | 19     | 18     | 50   |
| 9    | 페루                | 11     | 7      | 21     | 39   |
| 10   | 도미니카 공화국     | 10     | 13     | 17     | 40   |
| 11   | 에콰도르            | 10     | 7      | 14     | 31   |
| 12   | 베네수엘라          | 9      | 15     | 19     | 43   |
| 13   | 자메이카            | 6      | 6      | 7      | 19   |
| 14   | 푸에르토리코        | 5      | 5      | 14     | 24   |
| 15   | 엘살바도르          | 3      | 0      | 1      | 4    |
| 16   | 과테말라            | 2      | 9      | 8      | 19   |
| 17   | 트리니다드 토바고   | 2      | 8      | 3      | 13   |
| 18   | 우루과이            | 1      | 4      | 4      | 9    |
| 19   | 파라과이            | 1      | 3      | 1      | 5    |
| 20   | 볼리비아            | 1      | 2      | 2      | 5    |
| 21   | 그레나다            | 1      | 1      | 0      | 2    |
| 22   | 코스타리카          | 1      | 0      | 4      | 5    |
| 23   | 세인트루시아        | 1      | 0      | 1      | 2    |
| 24   | 바베이도스          | 1      | 0      | 0      | 1    |
| 24   | 영국령 버진아일랜드 | 1      | 0      | 0      | 1    |
| 26   | 네덜란드령 안틸레스 | 0      | 1      | 2      | 3    |
| 27   | 온두라스            | 0      | 1      | 1      | 2    |
| 28   | 파나마              | 0      | 0      | 4      | 4    |
| 29   | 니카라과            | 0      | 0      | 3      | 3    |
| 30   | 아루바              | 0      | 0      | 1      | 1    |
| 30   | 바하마              | 0      | 0      | 1      | 1    |
| 합계 | 합계                | 419    | 419    | 523    | 1361 |